# Alla Horska
Alla Horska (în ucraineană Алла Горська; n. 18 septembrie 1929, Ialta, URSS – d. 28 noiembrie 1970, Vasîlkiv, RSS Ucraineană, URSS) a fost o pictoriță, graficiană și artistă monumentală ucraineană proeminentă. A fost, de asemenea, o reprezentantă activă a mișcării subterane și a drepturilor omului din Ucraina în anii 1960. Horska a luptat cu perseverență împotriva regimului totalitar sovietic și a adus o contribuție majoră la dezvoltarea și păstrarea culturii și identității ucrainene. A fost asasinată la vârsta de 41 de ani.

## Biografie

### Tinerețe și familie
Alla Horska s-a născut pe 18 septembrie 1929 în Ialta, care făcea parte din RSSA Crimeeană, la acea vreme parte a URSS. Tatăl ei, Oleksandr Horskîi, a fost un manager și organizator de frunte al producției cinematografice sovietice. În primii ani ai vieții Allei, Horskîi a lucrat ca actor în trupa de teatru ucraineană din Ialta, condusă de Pavlo Deliavskyi. În 1931 a devenit directorul Studioului de Film din Ialta.
În 1932 s-a mutat cu familia la Moscova, unde a preluat funcția de șef al producției la trustul „Vostokfilm”. Mai târziu, a fost transferat la Leningrad (astăzi Sankt Petersburg), unde a devenit mai întâi director adjunct și apoi director al studioului „Lenfilm”.
Mama Allei Horska, Olena Bezsmertna, a lucrat ca îngrijitoare în sanatoriile pentru copii din Ialta și mai târziu ca designer de costume în Leningrad.
Din toamna anului 1939 până în primăvara anului 1940, Oleksandr Horskîi a fost implicat în Războiul Sovieto-Finlandez, iar cu puțin timp înainte de atacul Germaniei asupra URSS, a plecat în Mongolia ca lider al unui grup pentru filmarea peliculei „Numele său este Suhe-Bator”. În timpul războiului, Horskîi s-a aflat în Almatî, angajat la un studio de film colaborativ. Între timp, Alla, în vârstă de 11 ani, împreună cu mama și fratele ei Arsen, care era cu 10 ani mai mare, au întâmpinat războiul în Leningrad. Arsen era fiul mamei Allei din prima căsătorie, soțul ei murind în războiul din Ucraina în anii 1918–1919. Alla și mama ei au supraviețuit două ierni de blocadă în Leningrad și au fost evacuate la Almaty în vara anului 1943. Arsen a fost ucis în timpul războiului în 1943.
La sfârșitul anului 1943, tatălui Allei i s-a oferit să conducă Studioul de Film Artistic din Kiev. Acest lucru a făcut ca familia să se mute în capitala Ucrainei. S-au stabilit în centrul Kievului. Mai târziu, apartamentul lor, împreună cu atelierul Allei Horska, a devenit un fel de sediu pentru disidenți.

### Educație

#### 1946-1948
Între 1946 și 1948, Alla Horska a studiat la Școala Secundară de Artă din Kiev, numită după T. Șevcenko, unde a absolvit cu medalie de aur. Unul dintre instructorii ei de artă a fost Volodymyr Bondarenko, fost elev al lui Fedir Krîcevski.

#### 1948-1954
În această perioadă, Horska a studiat la Institutul de Artă de Stat din Kiev, în special în atelierul lui Serhii Hrîhoriev. Tot în timpul studiilor l-a cunoscut pe viitorul ei soț, Viktor Zarețki.

### Activitate
La doi ani după terminarea studiilor, Alla Horska și-a început cariera în pictura monumentală. Adesea călătorea în Donbas împreună cu soțul ei. În 1959, a fost admisă în Uniunea Artiștilor pentru seria sa de picturi despre industria minieră.
În timpul Dezghețului Hrușciov, cultura ucraineană a început să revină la viață, iar Alla Horska a participat activ la procesul de renaștere națională, alături de tânăra generație de intelectuali creativi din Kiev la începutul anilor 1960. În acea perioadă, a trecut în mod conștient la limba ucraineană. Ea fusese crescută într-o familie rusofonă și nici măcar nu studiase ucraineana la școală. Prin urmare, a trebuit să înceapă să învețe limba de la zero, sub îndrumarea jurnalistei și personalității publice Nadiya Svitlychna.
La începutul anilor 1960, Alla Horska, împreună cu Viktor Zarețki, Vasîl Stus, Vasîl Simonenko și Ivan Svitlîcinîi, a organizat Clubul Tinerilor Creatori „Suceasnîk” (Contemporanul) în Kiev. Pe lângă ei, au fost implicați și Ivan Draci, Ievhen Sverstiuk, Irina Jîlenko, Mihailîna Koțiubînska, Micola Vinhranovski, Les Taniuk și Ivan Dziuba. Tinerii artiști organizau discuții, serate artistice, expoziții, se implicau în auto-publicare („samizdat”) și își ofereau reciproc sprijin moral și material.
Activitățile „Suceasnîk” s-au extins dincolo de evenimentele literare. Împreună cu Vasîl Simonenko și Les Taniuk, Alla a descoperit locurile de înmormântare a mii de victime ale NKVD (cimitirele Bîkivnea, Lukianivske și Vasilkivske). Ei au raportat imediat descoperirile lor Consiliului Local din Kiev. Cel mai îngrozitor aspect al acestei povești este că niște copii care se jucau fotbal cu un craniu uman cu o gaură în spate au contribuit la această descoperire.

#### Vitraliul „Șevcenko. Mama”
În 1964, Alla Horska, împreună cu Opanas Zalivaha, Liudmila Semîkina, Halîna Sevruk și Halîna Zubcenko, a creat vitraliul „Șevcenko. Mama” în vestibulul clădirii principale a Universității din Kiev. Acesta îl reprezenta pe poet cu o femeie sprijinindu-se de el, simbolizând Ucraina Mamă. Cu toate acestea, cu puțin timp înainte de dezvelire, la ordinul conducerii partidului, administrația universității l-a distrus. După acest incident, o comisie a clasificat vitraliul ca fiind ideologic ostil și profund incompatibil cu principiile realismului socialist. Horska și Semîkina au fost excluse din Uniunea Artiștilor, dar au fost reinstate un an mai târziu.

#### A doua jumătate a anilor 1960
În 1965, mulți dintre prietenii Allei Horska au fost arestați. Această perioadă a marcat începutul implicării sale active în mișcarea de opoziție, ceea ce a dus la relegarea activităților sale artistice în underground. Pe 16 decembrie 1965, Horska a scris o scrisoare procurorului RSS Ucrainene cu privire la arestări. Alla Horska a corespondat cu cei care se aflau în lagăre sau au suferit alte forme de pedeapsă, în special cu Opanas Zalivaha. După întoarcerea din lagăre, activiștii pentru drepturile omului apelau la ea pentru sprijin, uneori chiar locuind în apartamentul ei din Kiev.
În perioada 1965–1968, a participat la proteste împotriva represiunii activiștilor ucraineni pentru drepturile omului: Bohdan și Mihailo Horîn, Opanas Zalivaha, Sviatoslav Karavanski, Valentin Moroz, Viaceslav Ciornovil și alții. Din această cauză, a fost persecutată de serviciile de securitate sovietice.
În 1968, Alla Horska s-a alăturat semnării unei scrisori publice adresate lui Leonid Brejnev, Oleksii Kosîghin și Micola Pidhornîi, cunoscută sub numele de „Scrisoarea de protest 139”. Scrisoarea, redactată într-un mod reținut și tolerant, cerea încetarea practicii proceselor politice ilegale și atrăgea atenția asupra îndepărtării de deciziile Congresului al XX-lea al PCUS și asupra încălcărilor legalității socialiste. Împotriva celor care au semnat scrisoarea a început o represiune administrativă. Alla Horska a fost exclusă din Uniunea Artiștilor pentru a doua oară. Femeia a fost sub supraveghere permanentă. Primea adesea telefoane cu amenințări și se confrunta cu intimidări chiar pe stradă.
În 1970, Alla Horska a fost chemată la interogatoriu la Ivano-Frankivsk în cazul arestatului Valentîn Moroz, dar a refuzat să răspundă la orice întrebare. Cu câteva zile înainte de asasinarea sa, a scris un protest adresat Curții Supreme a RSS Ucrainene cu privire la ilegalitatea și cruzimea verdictului.

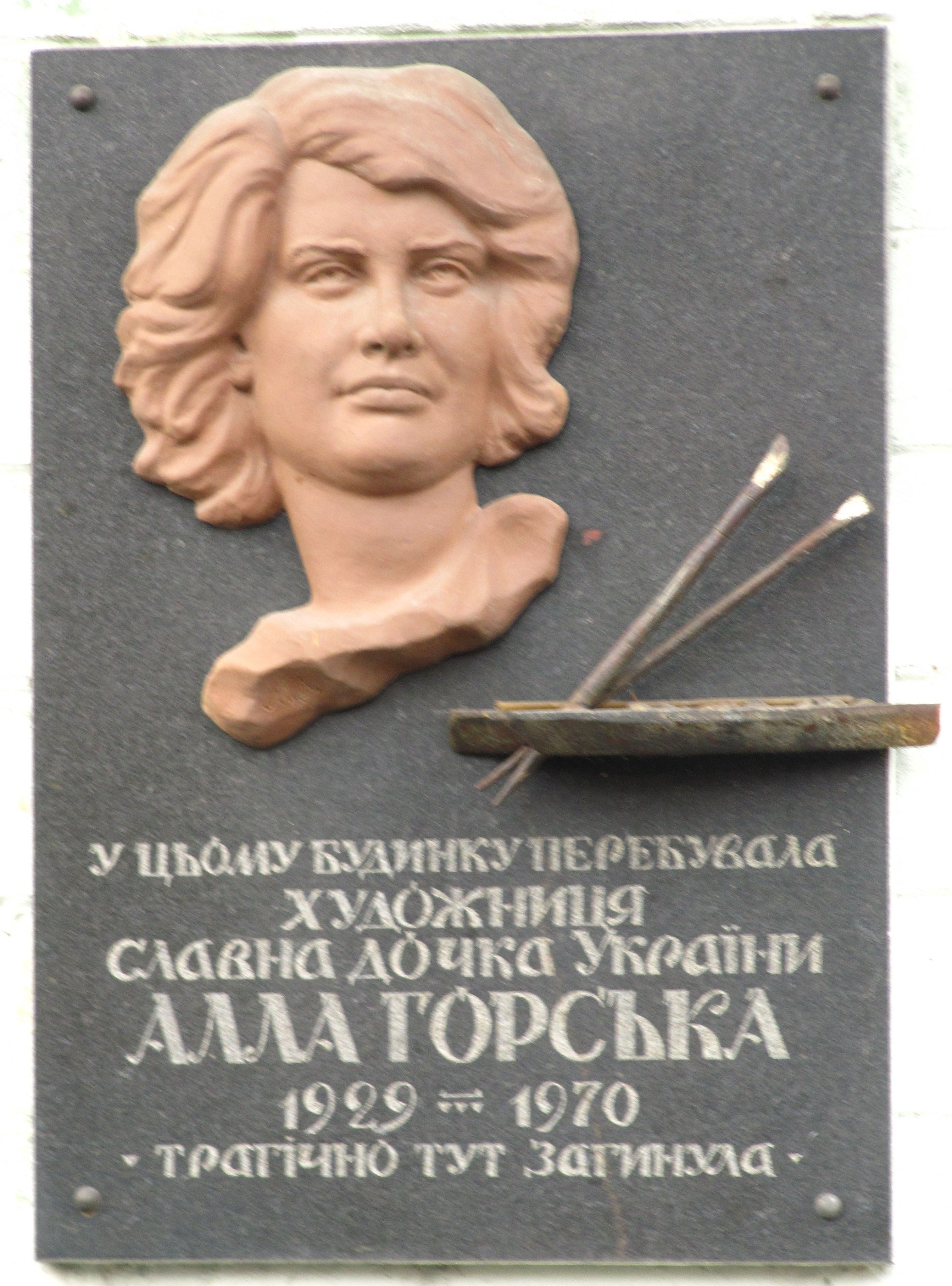
Placă comemorativă pe casa din Vasilkiv unde a fost asasinată Horska.

Pe 28 noiembrie 1970, Alla Horska a mers în orașul Vasilkiv, lângă Kiev, pentru a lua o mașină de cusut de la socrul ei și nu s-a mai întors. Câteva zile mai târziu, trupul ei a fost găsit în casa socrului ei, Ivan Zarețki. Cauza morții a fost stabilită ca fiind un traumatism cranian cauzat de lovituri cu un ciocan. Ivan Zarețki era deja decedat la acel moment - trupul său mutilat a fost găsit pe calea ferată pe 29 noiembrie.
Investigatorii au raportat rapid cauza oficială a evenimentelor: socrul, din cauza animozității personale, și-a ucis nora și apoi s-a sinucis aruncându-se sub un tren. Cazul penal a fost închis în decurs de o lună.
Abia 38 de ani mai târziu, Arhivele de Stat ale Serviciului de Securitate al Ucrainei au desecretizat așa-numitul Fond 16, care conținea documente legate de cazul asasinării Allei Horska (multe materiale au fost distruse în 1990). Aceste documente au fost prelucrate și publicate în 2010 de fiul Allei Horska, lingvist, culturolog și cercetător al operei părinților săi, Oleksii (Oles) Zarețki. Materialele demonstrează fără echivoc că asasinarea activistei pentru drepturile omului a fost planificată și organizată de autoritățile de la acea vreme. Prietenii Allei Horska nu aveau nicio îndoială: a fost un asasinat organizat, efectuat de serviciile de securitate. Autoritățile au vrut să o înmormânteze pe Alla Horska în Cimitirul Baikove, dar nu li s-a permis, și a fost forțată să fie înmormântată în Cimitirul Berkivți.

## Artă
Alla Horska a creat zeci de lucrări: mozaicuri, picturi murale, vitralii etc. Ea a lăsat în urmă o moștenire artistică semnificativă, incluzând o serie de portrete ale personalităților ucrainene din anii 1960 - Ivan Svitlicinîi, Vasîl Simonenko, Ievhen Sverstiuk, picturi precum „Alfabetul”, „Autoportret cu fiul”, precum și compoziții monumentale ca „Arborele Vieții” în Mariupol (în colaborare cu alți autori), „Femeie-Pasăre” și „Prometeu” în Donețk (în colaborare cu alți autori), panoul mozaic „Steagul Victoriei” în muzeul „Tânăra Gardă” din Krasnodon (în colaborare cu alți autori) și altele.

### Lucrări selectate
- „Sancomisia”, pictură de diplomă
- „Autoportret”, desen, anii 1960
- „Autoportret cu fiul”
- Portretul minerului Vasîl Krîvîneț, sfârșitul anilor 1950
- „Cântec despre Donbas”, 1957
- Portretul tatălui, 1960
- Tablou în memoria mamei decedate „Copiii (Hania, Mihailo, Petro)”
- „Alfabetul”, 1962
- „Pripiat. Bac”, 1962–1963
- „Dumă” (T. Șevcenko), 1963
- Portretul lui Oleksandr Dovjenko, artă grafică, anii 1960
- Portretul regizorului de teatru Les Taniuk, desen, începutul anilor 1960
- Portretul lui B. Antonenko-Davidovici, desen, începutul anilor 1960
- „Floarea-soarelui. Portretul fiului”, desen, începutul anilor 1960
- „Mama la sobă”, începutul anilor 1960
- „Ucraina-Mamă în lanțuri”, începutul anilor 1960
- „Spune, ca adevărul să învie”, 1963
- Portretul lui V. Simonenko, 1963
- Portretul lui I. Svitlicinîi, 1963
- Portretul lui I. Sverstiuk, 1963
- „Lângă râu”, compoziție decorativă, 1964
- Compoziție (figură masculină din profil), 1963–1964

## Cinstirea memoriei

### Filme
- „A Soviet Ukrainian Alla Horska” (în engleză). Hromadske. 3 ianuarie 2020. Accesat în 15 aprilie 2025.